# 우메오시

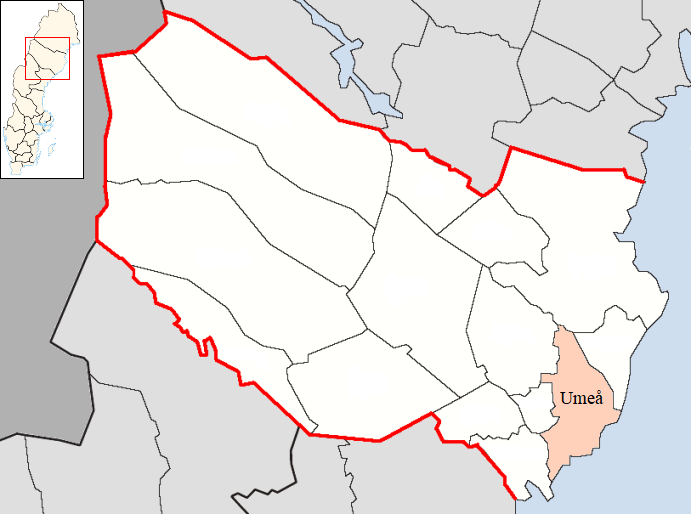
우메오 시의 위치

우메오시(스웨덴어: Umeå kommun)는 스웨덴 베스테르보텐주에 위치한 지방 자치체로 행정 중심지는 우메오(베스테르보텐 주의 주도)이며 면적은 5,214.16km2, 인구는 122,892명(2016년 12월 31일 기준), 인구 밀도는 24명/km2이다.

시 문장